# Tanizaki Junichiro

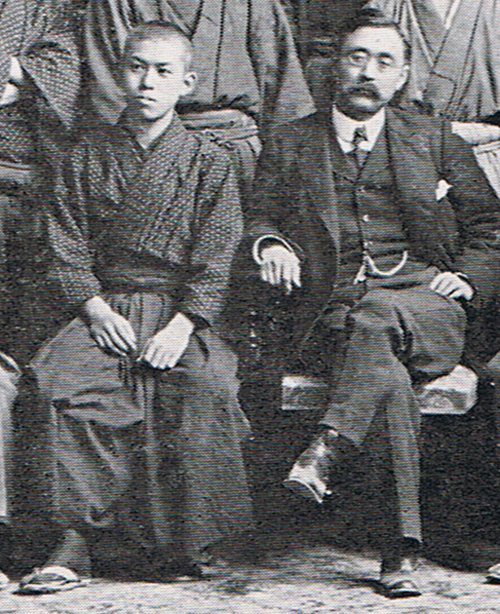
Tanizaki (trái) khi là sinh viên của Trường Trung học Đầu tiên, và Thạc sỹ Nitobe Inazō (bên phải), năm 1908

Tanizaki Jun'ichirō (谷崎 潤一郎, 24 tháng 7 năm 1886 - 30 tháng 7 năm 1965) là một nhà văn thời kỳ cận-hiện đại Nhật Bản, được đánh giá là tiểu thuyết gia nổi tiếng chỉ đứng sau Natsume Sōseki ở Nhật Bản. 
Văn chương Tanizaki Jun'ichiro thường đi sâu vào lĩnh vực cấm kỵ. Đồng thời, ông cũng miêu tả một cách tế nhị sự năng động của cuộc sống gia đình trong bối cảnh những thay đổi nhanh chóng trong xã hội Nhật Bản thế kỷ 20. Thường thì những câu chuyện của ông được kể lại trong bối cảnh tìm kiếm bản sắc văn hoá, trong đó các khái niệm "văn minh phương Tây" và "truyền thống Nhật Bản" được đặt cạnh nhau.
Ông là một trong sáu tác giả trong danh sách cuối cùng cho giải Nobel Văn học năm 1964, năm trước khi ông qua đời.

## Thời thơ ấu
Tanizaki sinh ra trong một gia đình thương gia giàu có ở Nihonbashi, Tokyo, nơi chú ông là chủ sở hữu tòa soạn báo do ông nội của ông thành lập. Tanizaki sinh ra và lớn lên với một tuổi thơ em đềm mà sau này, ông đã miêu tả trong cuốn Yōshō jidai (Thời thơ ấu, 1956). Ngôi nhà thời thơ ấu của ông đã bị phá hủy trong trận động đất Meiji Tokyo năm 1894. Từ đó, tài chính của gia đình ông giảm đáng kể, khi lớn lên ông buộc phải đi ở để làm gia sư cho một gia đình khác.
Mặc dù gặp khó khăn về kinh tế, nhưng ông vẫn theo học trường trung học đệ nhất cấp 1 ở Tokyo , nơi ông đã làm quen với Isamu Yoshii. Tanizaki đã tham dự Khoa Văn học Đại học Hoàng gia Tokyo từ năm 1908, nhưng bị buộc phải bỏ học năm 1911 do không có khả năng trả học phí.

## Sự nghiệp văn chương
Tanizaki bắt đầu sự nghiệp văn chương từ rất sớm, vào năm 1909. Tác phẩm đầu tiên của ông là một vở kịch được xuất bản trong một tạp chí văn học mà ông đã giúp tìm ra. Tên của Tanizaki lần đầu tiên được biết đến rộng rãi với việc xuất bản truyện ngắn Shisei (Xăm mình) vào năm 1910. Trong câu chuyện, một nghệ sỹ xăm khắc một con nhện khổng lồ trên thân thể của một phụ nữ trẻ xinh đẹp. Sau đó, vẻ đẹp của người phụ nữ mang một sức mạnh kỳ diệu, hấp dẫn. Hình tượng người phụ nữ là một chủ đề được lặp lại trong nhiều tác phẩm đầu tiên của Tanizaki, bao gồm Kirin (Kỳ lân, 1910), Shonen (Những đứa trẻ, 1911), Himitsu (Bí mật, 1911) và Akuma (Ác ma, 1912). Các tác phẩm khác của Tanizaki được xuất bản trong giai đoạn Taishō bao gồm Shindo (1916) và Oni no men (1916), một phần là tự truyện.
Tanizaki kết hôn với người vợ đầu tiên của mình, Chiyoko, năm 1915, và đứa con đầu lòng của ông, con gái, sinh năm 1916. Tuy nhiên, đó là một cuộc hôn nhân không hạnh phúc, và trong thời gian đó, ông khuyến khích mối quan hệ giữa Chiyoko và bạn của anh và nhà văn Haruo Satō. Sự căng thẳng tâm lý của tình huống này được phản ánh qua một số tác phẩm đầu tay của ông, bao gồm sân khấu Aisureba koso (Vì tôi yêu cô, 1921) và cuốn tiểu thuyết Kami hito no aida (Giữa người và thần, 1924). Mặc dù một số tác phẩm của Tanizaki dường như đã được lấy cảm hứng từ những người này và những người khác và các sự kiện trong cuộc đời của ông, nhưng tác phẩm của ông ít có tính tự truyện hơn nhiều so với hầu hết những người cùng thời ở Nhật Bản.
Năm 1918, Tanizaki đi lưu diễn Hàn Quốc, Bắc Trung Quốc và Mãn Châu. Trong những năm đầu của mình, ông trở nên mê đắm với phương Tây và mọi thứ hiện đại. Năm 1922, ông chuyển từ Odawara, nơi ông đã sống từ năm 1919, đến Yokohama, một quốc gia có số người lưu vong lớn, sống một thời gian ngắn trong một ngôi nhà kiểu phương Tây và có lối sống bấp bênh. Triển vọng này được phản ánh trong một số bài viết đầu tiên của ông.
Tanizaki đã có một sự nghiệp ngắn trong nền điện ảnh phim câm, làm việc như là một nhà văn kịch bản cho phòng thu phim Taikatsu. Ông là người ủng hộ Phong trào Phim nguyên chất và là người có công cụ đưa các chủ đề hiện đại vào bộ phim Nhật Bản. Ông đã viết kịch bản cho các bộ phim Amateur Club (1922) và A Serpent's Lust (1923) (dựa trên câu chuyện cùng tên của Ueda Akinari, phần nào là nguồn cảm hứng cho kiệt tác năm 1953 của Mizoguchi Kenji, Ugetsu monogatari (Vũ nguyệt vật ngữ). Một số người cho rằng quan hệ của Tanizaki với điện ảnh là rất quan trọng để hiểu được sự nghiệp chung của ông.

## Thời kỳ ở Kyoto
Danh tiếng của Tanizaki đã bắt đầu được biết đến vào năm 1923, khi ông chuyển đến Kyoto sau trận động đất lớn ở Kanto, phá huỷ ngôi nhà của ông ở Yokohama (Tanizaki đã lên xe buýt ở Hakone và do đó tránh được thương tích). Sự mất mát các tòa nhà lịch sử và khu phố của Tokyo trong trận động đất đã gây ra sự thay đổi trong sự nhiệt tình của ông, khi ông chuyển hướng tình yêu trẻ trung của ông về sự hiện đại hóa phương Tây và hiện đại sang một mối quan tâm mới về văn hoá và thẩm mỹ Nhật Bản, đặc biệt là văn hoá khu vực Kansai thành phố Osaka, Kobe và Kyoto ). Tiểu thuyết đầu tiên của ông sau trận động đất, và cuốn tiểu thuyết thành công đầu tiên của ông, là Chijin no ai (Naomi, 1924-25), một cuộc khảo sát bi thảm về giai cấp, bản sắc văn hoá. Tanizaki đã thực hiện một chuyến đi đến Trung Quốc vào năm 1926, nơi ông gặp Guo Moruo, và sau đó ông đã duy trì sự tương ứng. Ông chuyển từ Kyoto đến Kobe năm 1928.
Lấy cảm hứng từ phương ngữ Osaka, Tanizaki đã viết Manji (Chữ Vạn, 1928-1929), trong đó ông khám phá chủ nghĩa đồng tính, trong số các chủ đề khác. Tiếp sau đó là Tade kuu mushi cổ điển, mô tả sự tự khám phá dần dần của một người đàn ông Tokyo sống ở gần Osaka, liên quan đến hiện đại hóa phương Tây và truyền thống Nhật Bản. Yoshinokuzu ("Arrowroot", 1931) ám chỉ đến nhà hát Bunraku và kabuki và các hình thức truyền thống khác ngay cả khi nó thích ứng với một kỹ thuật thuật narrative-in-a-narrative của Châu Âu. Cuộc thử nghiệm của ông với các phong cách kể chuyện tiếp tục với Ashikari (Người cắt lau, 1932), Shunkinsho (Chân dung của Shunkin, 1933) và nhiều tác phẩm kết hợp thẩm mỹ truyền thống với những ám ảnh đặc biệt của Tanizaki.
Sự quan tâm mới của ông đối với văn học cổ điển Nhật Bản đã lên tới đỉnh điểm trong bản dịch nhiều lần của ông sang tiếng Nhật hiện đại của cuốn sách cổ điển ("The Ary Lightfall" 1948), một đặc tính chi tiết của bốn cô con gái trong một gia đình thương gia giàu có ở Osaka, những người nhìn thấy cách sống của họ trôi đi trong những năm đầu của Thế chiến II. Các chị em sống một cuộc sống quốc tế với những người hàng xóm châu Âu và bạn bè, mà không phải chịu đựng các cuộc khủng hoảng nhận dạng văn hoá phổ biến với các nhân vật Tanizaki trước đó. Khi ông bắt đầu sắp xếp hàng loạt cuốn tiểu thuyết, các biên tập viên của Chūōkōron đã được cảnh báo rằng nó đã không góp phần vào tinh thần chiến tranh cần thiết và, lo sợ mất nguồn cung cấp giấy, cắt đứt sự tuần tự.
Tanizaki di chuyển đến thị trấn nghỉ mát Atami, Shizuoka vào năm 1942, nhưng quay lại Kyoto vào năm 1946.

## Giai đoạn hậu chiến
Sau Thế chiến II, Tanizaki lại nổi lên như một nhà văn giành được nhiều giải thưởng. Cho đến khi ông qua đời, ông được coi là tác giả đương đại vĩ đại nhất của Nhật Bản. Ông đã giành được giải thưởng Asahi danh giá năm 1949, được chính phủ Nhật Bản trao tặng vào năm 1949, và năm 1964 được bầu làm thành viên danh dự trong Học viện Mỹ và Viện Nghệ thuật và Thư ký, nhà văn Nhật Bản đầu tiên được vinh danh.
Năm 1964, Tanizaki chuyển đến Yugawara, Kanagawa, phía tây nam Tokyo, nơi ông qua đời vì một cơn đau tim vào ngày 30 tháng 7 năm 1965, ngay sau khi chào mừng sinh nhật lần thứ 79 của mình. Mộ của ông là ở ngôi đền Hōnen-in ở Kyoto.

### Các tác phẩm
| Năm        | Tựa đề tiếng Nhật                                  | Tựa đề tiếng Việt                  | Chú thích                                                  |
| 1910       | 麒麟 Kirin                                         | Kỳ lân                             |                                                            |
| 1910       | 刺青 Shisei                                        | Xâm mình                           |                                                            |
| 1913       | 恐怖 Kyōfu                                         |                                    |                                                            |
| 1918       | 金と銀 Kin to Gin                                  |                                    |                                                            |
| 1919       | 秘密 Himitsu                                       | Bí mật                             |                                                            |
| 1919       | 富美子の足 Fumiko no ashi                          | Bàn chân Fumiko                    |                                                            |
| 1921       | 私 Watakushi                                       |                                    |                                                            |
| 1922       | 青い花 Aoi hana                                    |                                    |                                                            |
| 1924       | 痴人の愛 Chijin no Ai                              | Tình khờ                           |                                                            |
| 1926       | 友田と松永の話 Tomoda to Matsunaga no hanashi      |                                    |                                                            |
| 1926       | 青塚氏の話 Aotsukashi no hanashi                   |                                    |                                                            |
| 1928– 1930 | 卍 Manji                                           | Chữ Vạn                            | Có nhiều bản chuyển thể điện ảnh (1964, 1983, 1998 & 2006) |
| 1929       | 蓼喰う蟲 Tadekū Mushi                              | Mỗi người một ý                    |                                                            |
| 1931       | 吉野葛 Yoshino kuzu                                |                                    |                                                            |
| 1931       | 盲目物語 Mōmoku Monogatari                         | Yêu trong bóng tối                 |                                                            |
| 1932       | 蘆刈 Ashikari                                      | Người cắt lau                      |                                                            |
| 1933       | 春琴抄 Shunkinshō                                  | Chuyện nàng Xuân Cầm               |                                                            |
| 1933       | 陰翳礼讃 In'ei Raisan                              | Ca tụng bóng tối                   |                                                            |
| 1935       | 武州公秘話 Bushukō Hiwa                            |                                    |                                                            |
| 1936       | 猫と庄造と二人の女 Neko to Shōzō to Futari no Onna | Con mèo, Shōzō và hai người đàn bà | Phim chuyển thể                                            |
| 1943– 1948 | 細雪 Sasameyuki                                    | Mong manh hoa tuyết                |                                                            |
| 1949       | 少将滋幹の母 Shōshō Shigemoto no haha              |                                    |                                                            |
| 1956       | 鍵 Kagi                                            | Chiếc chìa khóa, Hai cuốn nhật ký  | Phim chuyển thể                                            |
| 1957       | 幼少時代 Yōshō Jidai                               |                                    |                                                            |
| 1959       | 夢の浮橋 Yume no Ukihashi                          | Cầu mộng                           |                                                            |
| 1961       | 瘋癲老人日記 Fūten Rōjin Nikki                     | Nhật ký già si                     |                                                            |